# 加須低地

加須市中心部周辺の空中写真。市街地の東に東北自動車道加須IC。2021年4月15日撮影の15枚を合成作成。。

加須低地（かぞていち）は、埼玉県北東部にあり、東流する利根川の南岸に位置する。東部は加須市大越から樋遣川、久喜市鷲宮を結ぶ線で中川低地と、西部は行田市北部利根川沿いの酒巻から行田市街に至る線で妻沼低地と接し、南部はさいたま市桜区町谷、油井ヶ島と久喜市新堀を結ぶ線で大宮台地東部の低い台地群に接する、東西約15km、南北約10kmの地域である。

## 歴史
当地域は、縄文時代前期までは、館林、加須、大宮の南北にまたがる一続きの台地であった（現在の大宮台地はその南半分に当たる）。
利根川の中下流（現在の熊谷市・行田市付近で荒川との合流後）は、約5,000年前頃までは南に向かい現在の荒川の流路を通り東京湾へ注ぐ峡谷を形成し、縄文海進時には川越市近辺まで東京湾は湾入した（現在の荒川低地）。
3,000年前頃からは、関東造盆地運動と呼ばれる中央部が沈降し周辺部が隆起する地殻変動により、当地域では沈降が起こる。その影響により、流路を次第に渡良瀬川（太日川）が流れる東の当地域方向へ変え、先述の台地を幾筋か堀割るように削りながら流れる河道となった。荒川の堆積作用にもより、荒川は利根川との合流点を次第に下流へ移動させながら、共に河道は東へ向かい並行するようになった。
このような経緯から、利根川の乱流によって形成された旧河道が比較的よく残っており、その両岸には自然堤防が広く分布し、その背後には低湿な後背低地が見られる。自然堤防は、現在の会の川、新川用水、見沼代用水沿いに顕著に発達している。